# متحف الفيصل للفن العربي الإسلامي
متحف الفيصل للفن العربي الإسلامي متحف تابع لمركز الملك فيصل للبحوث والدراسات الإسلامية أسس في مدينة الرياض عام 1983م (1403هـ)، ويحتوي المتحف على قطع فنية عربية وإسلامية من جميع أنحاء العالم، وأقام المتحف أول معرض عام 1985م بعنوان «وحدة الفن الإسلامي».
وقد أعيد افتتاح متحف الفيصل للفن الإسلامي بشكله الحالي في عام 2017م ليُقدّم نماذج من المجموعة الفنية التي يقتنيها المركز التي تعرض في قاعتين: حيث تحتوي القاعة الأولى على قطع تراثية نادرةً من الفنّ العربي الإسلامي، وتحتوي القاعة الأخرى على مجموعة فريدة من المصاحف المخطوطة والمطبوعة تحت مسمى (مصاحف الأمصار) التي تعود أعمار بعضها إلى العصور الأولى للإسلام.

## مهام المتحف
- إدارة المقتنيات.
- تقديم الدراسات والأبحاث.
- ترميم وتجليد المخطوطات.
- تنسيق المعارض والفعاليات.[1]

## معارض وفعاليات

### معرض أسفار
معرض متخصص بالتعريف بنوادر المخطوطات والكتب التي يقتنيها مركز الملك فيصل للبحوث والدراسات الإسلامية، افتتح في فبراير 2022م، وتكون المعرض من 6 أقسام تعرض 36 مخطوطاً ومطبوعاً اختيرت من بين 178.500 مخطوط أصلي محفوظ في المركز.

### معرض وهج
افتتح المعرض في 6 فبراير 2019م، واحتوى على 60 نموذجاً مما يحتفظ به المركز من أنواع المخطوطات المزخرفة المختلفة؛ حيث يعنى هذا المعرض النوعي المتخصص بإظهار الزخرفة والتذهيب في مختلف المخطوطات الإسلامية وتقديم تجربة جمالية خاصة.

### معرض مصاحف الأمصار
افتتح في يونيو عام 2017م، واحتوى المتحف على نماذج من الفن العربي الإسلامي تمثّل أنماطًا مما كان يُتعامل به في المجتمعات الإسلامية في قرون مضت، ويضمّ أكثر من 200 قطعة تراثية نادرة ومصاحف مخطوطة ومطبوعة فريدة من القرن الثاني إلى القرن الرابع عشر الهجري.

## وصلات خارجية
- الموقع الرسمي